# Автомобильные дороги Лаоса

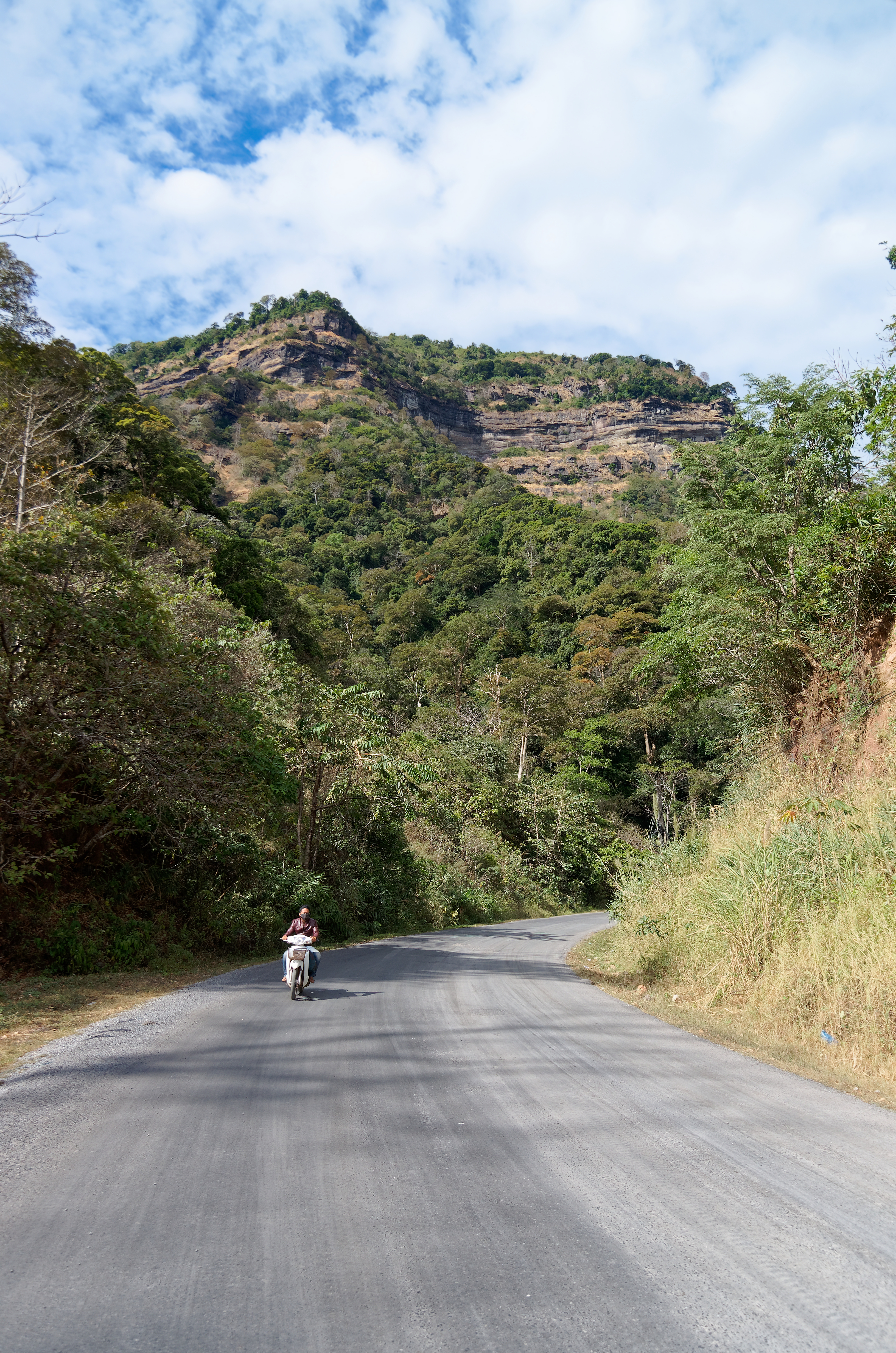
дорога № 8 в Лаосе (20 ноября 2017)

Автомоби́льные доро́ги Лаоса — сеть дорог на территории Лаосской-Народно-Демократической Республики, объединяющая между собой населённые пункты и отдельные объекты, предназначенная для движения транспортных средств, перевозки пассажиров и грузов.

## История

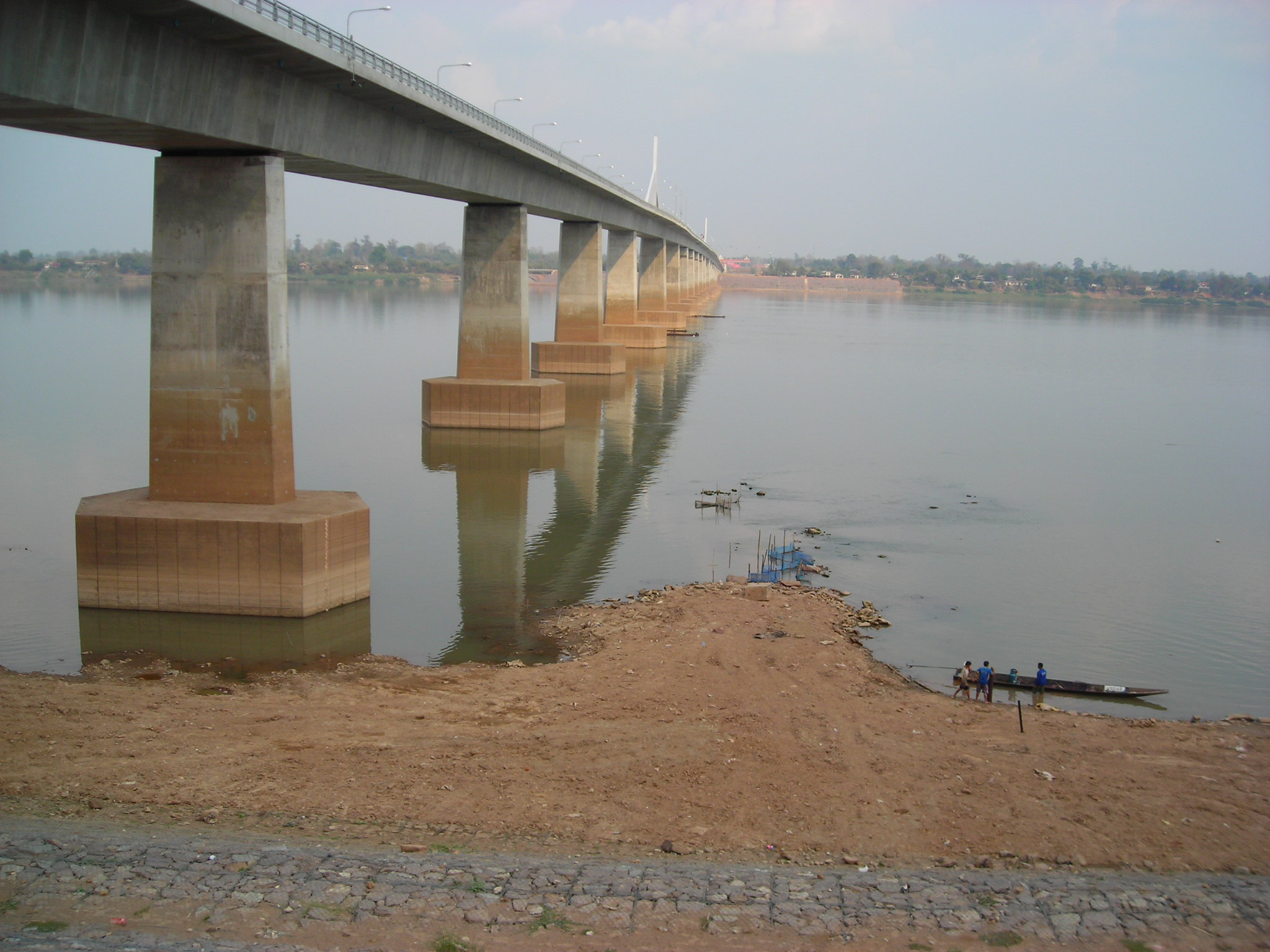
Второй мост тайско-лаосской дружбы (25 февраля 2007)

Строительство первых автомобильных дорог на территории Лаоса началось ещё до начала второй мировой войны (когда страна являлась колонией Франции), в 1941 - 1945 гг. он был оккупирован японскими войсками. 
Современная конфигурация автомобильных дорог начала формироваться после признания 22 октября 1953 года независимости королевства Лаос со столицей в городе Вьентьян и резиденцией короля в городе Луангпрабанг.
В середине 1950х гг. Лаос являлся отсталой аграрной страной, основой экономики которой являлось сельское хозяйство, а основными видами наземного транспорта - гужевой и вьючной транспорт. В 1954 году большая часть дорог страны представляли собой грунтовые проселочные дороги, пригодные для передвижения только в сухой сезон (в течение шести месяцев в году), протяжённость шоссе составляла 2,8 тыс. км (из которых лишь 607 км было заасфальтировано), железных дорог не имелось. В стране насчитывалось 420 грузовых и 230 легковых автомашин, а также 105 тыс. буйволов.
С мая 1964 до 1973 года военная авиация США осуществляла бомбардировки районов Лаоса, контролируемых Патриотическим фронтом Лаоса, интенсивность которых возрастала по мере расширения военных действий США во Вьетнаме.
В 1970 году общая длина автогужевых дорог страны составляла около 7,4 тыс. км (из них 2 тыс. км было с твёрдым покрытием, а остальные — просёлочные, проходимые лишь в сухой сезон). Через реку Меконг в районе Вьентьяна (в Тхадыа) имелась паромная переправа в Таиланд. В автопарке было 1,8 тыс. грузовых и 10,9 тыс. легковых машин. 
В начале февраля 1971 американо-сайгонские войска при поддержке авиации США вторглись из Южного Вьетнама на территорию южной части Лаоса вдоль французской колониальной дороги № 9. В конце марта 1971 они были отброшены. После окончания боевых действий, в 1971 году общая протяжённость дорог страны составляла около 3,5 тыс. км (из которых лишь 1 тыс. км могли использоваться круглый год).
В 1986 году общая протяжённость шоссейных и грунтовых дорог страны составляла 13 тыс. км (из них более 2 тыс. км - с асфальтовым покрытием); при помощи СССР продолжались работы по реконструкции дороги № 9 и строительству моста через реку Себанткхиенг. В это время удельный вес автотранспорта в грузопассажирских перевозках составлял 95,8%, речного транспорта - 3,8%, железных дорог не имелось. В результате увеличения количества автомашин в стране в 1985-1986 гг. грузооборот транспортной системы увеличился на 33,3% (в том числе автотранспорта - на 60,2%).
В 2003 году страна присоединилась к проекту Экономической и социальной комиссии ООН по странам Азиатско-Тихоокеанского региона по созданию международной сети автомобильных дорог. После этого, шесть участков автомобильных дорог Лаоса общей протяжённостью 2298 км стали частью международной сети автомагистралей.
В 2006 году общая протяжённость дорог страны составляла 29,8 тыс. км (из них около 4 тыс. км - с твёрдым покрытием).
В апреле 2008 года было введено в эксплуатацию шоссе из Лаоса к городу Куньмин в провинции Юньнань (КНР).

## Современное состояние
Последствия авиабомбардировок США территории Лаоса в 1964-1973 гг. на протяжении десятилетий затрудняют хозяйственную деятельность и оказывают влияние на состояние наземного транспорта. Несмотря на иностранную помощь, разминирование территории страны от авиабомб, авиаракет, кассетных боеприпасов и других взрывоопасных предметов не было завершено даже в 2023 году.